# Antonio Capetti
Antonio Capetti (Fermo, 15 maggio 1895 – Torino, 22 giugno 1970) è stato un ingegnere italiano.

## Biografia
Laureato in ingegneria industriale meccanica presso il Politecnico di Torino il 27 Agosto 1918, ne diventa preside nel 1947 sino al 1955. Nel 1950, viene nominato direttore della scuola di ingegneria aeronautica, che successivamente prenderà il nome di aerospaziale, fino al 1950. Il primo novembre del 1955 viene nominato rettore del politecnico di Torino, carica che manterrà sino alla sua scomparsa.